# Dialética
Dialética (AO 1945: dialéctica) (do grego διαλεκτική (τέχνη), pelo latim dialectĭca ou dialectĭce) é um método de análise filosófica cujo foco é a contraposição e contradição de ideias sobre uma dada situação ou fenômeno investigado. Assim, para se verificar a validade de uma tese, o pesquisador deve primeiro negá-la (antítese) para se chegar a uma conclusão (síntese) que considere os aspectos contraditórios e positivos tanto da tese como da antítese. Deste modo, a síntese seria as conclusões que pesquisador chegou, fruto da análise dialética. Entretanto, a síntese, não é a conclusão definitiva sobre o assunto, já que a realidade estaria condicionada a contradição. Portanto, haveria a necessidade de continuidade do processo tese/antítese/síntese.

## Visões sobre a dialética

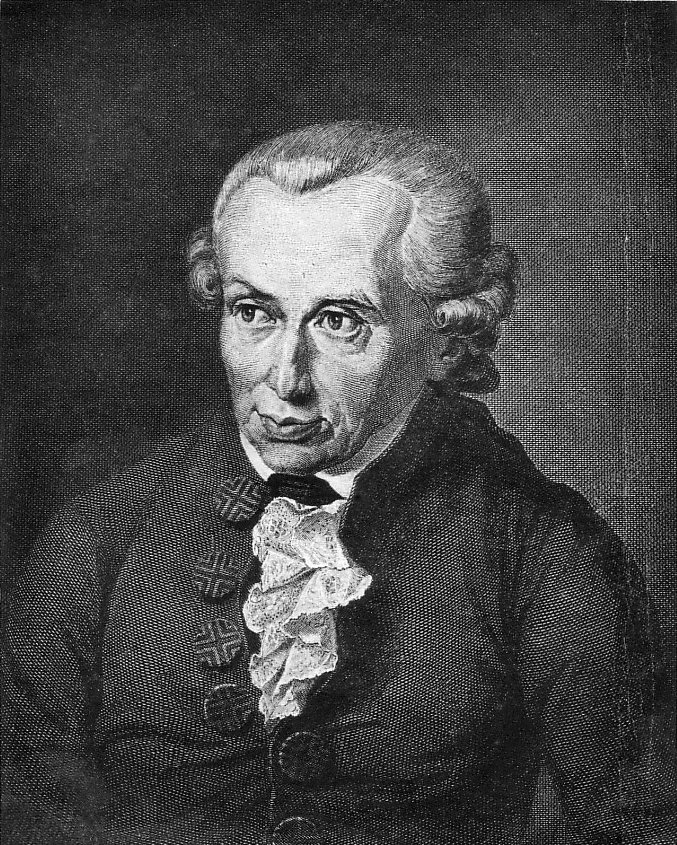
Para Kant, a dialética é uma ilusão.

O conceito de dialética, porém, é utilizado por diferentes correntes filosóficas e, de acordo com cada uma, assume um significado distinto.
Para Platão, a dialética é sinônimo de filosofia, o método mais eficaz de aproximação entre as ideias particulares e as ideias universais ou puras. É a técnica de perguntar, responder e refutar que ele teria aprendido com Sócrates (470 a.C.-399 a.C.). Platão considera que apenas através do diálogo o filósofo deve procurar atingir o verdadeiro conhecimento, partindo do mundo sensível e chegando ao mundo das ideias. Pela decomposição e investigação racional de um conceito, chega-se a uma síntese, que também deve ser examinada, num processo que busca a verdade.
Aristóteles define a dialética como a lógica do provável, do processo racional que não pode ser demonstrado. "Provável é o que parece aceitável a todos, ou à maioria, ou aos mais conhecidos e ilustres", diz o filósofo. O alemão Immanuel Kant retoma a noção aristotélica quando define a dialética como a "lógica da aparência". Para ele, a dialética é uma ilusão, pois baseia-se em princípios que são subjetivos.
O método dialético possui várias definições, tal como a hegeliana, a materialista, entre outras. Para alguns, ele consiste em um modo esquemático de explicação da realidade que se baseia em oposições e em choques entre situações diversas ou opostas. Diferentemente do método causal, no qual se estabelecem relações de causa e efeito entre os fatos (ex: as radiações solares provocam a evaporação das águas, estas contribuem para a formação de nuvens, que, por sua vez, causa as chuvas), o modo dialético busca elementos conflitantes entre dois ou mais fatos para explicar uma nova situação decorrente desse conflito.

## Método dialético
A filosofia descreve a realidade e a reflete, portanto a dialética busca, não interpretar, mas refletir acerca da realidade. A dialética é a história das contradições. Em alemão aufheben significa supressão (ou suprassunção) e ao mesmo tempo manutenção da coisa suprimida. O reprimido ou negado permanece dentro da totalidade. Esta contradição não é apenas do pensamento, mas da realidade. Então, tudo está em processo de constante devir.

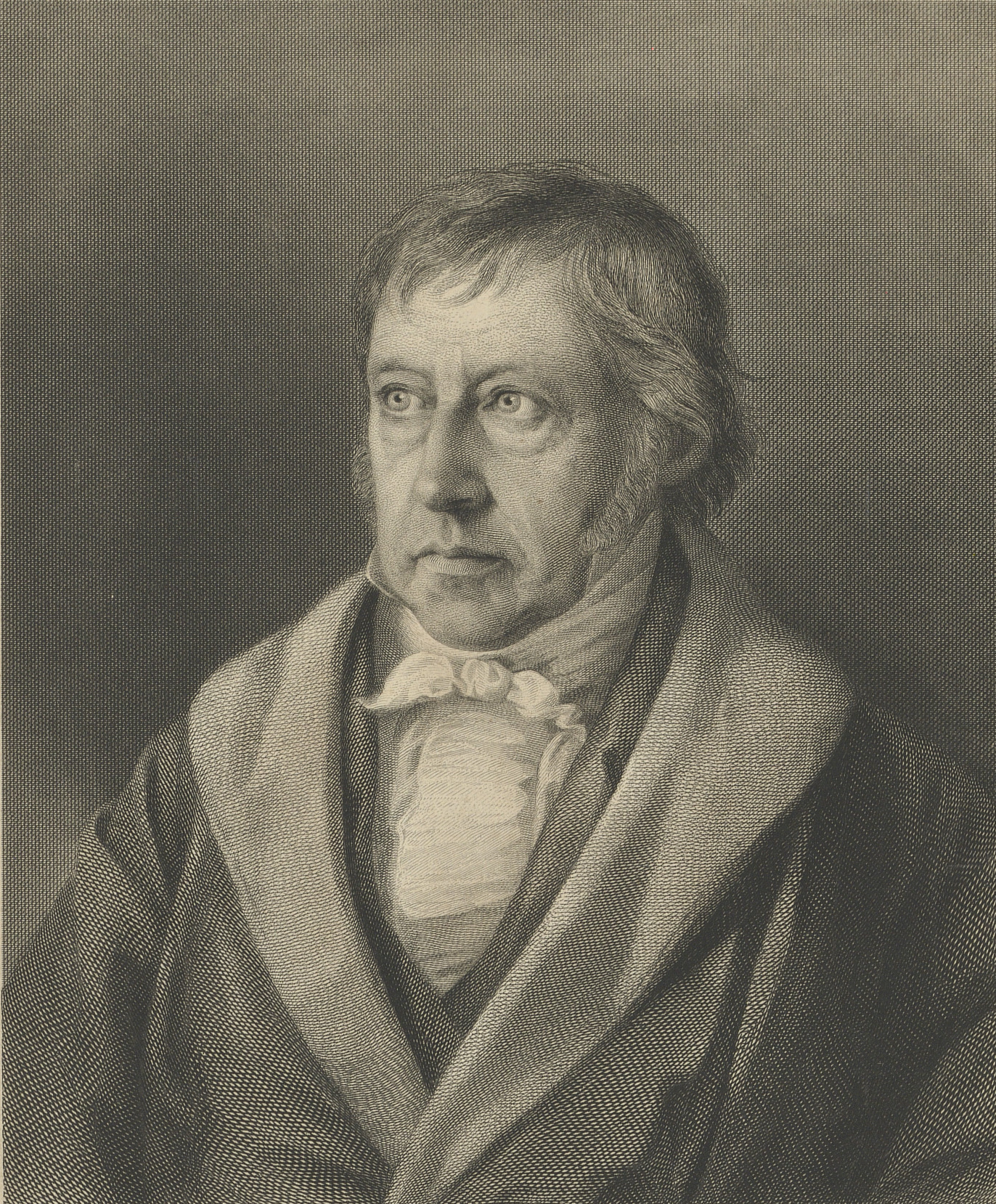
Hegel, um dos filósofos que mais tratou da dialética.

Os três momentos da dialética hegeliana são por um lado uma maneira de descrever o método axiomático, que foi usado na filosofia por Spinoza, e por outro um uso particular desse método. O primeiro momento (a tese) corresponde ao axioma. O segundo momento (a antítese) corresponde à definição (que Spinoza notava conter também uma negação). O terceiro momento (a síntese), corresponde ao teorema, um resultado necessário, porém novo, não estando simplesmente contido nos momentos anteriores.

## História da dialética
A tradução literal de dialética significa "caminho entre as ideias". Ela foi tema central na filosofia ocidental e oriental desde os tempos antigos.
"Aos poucos, passou a ser a arte de, no diálogo, demonstrar uma tese por meio de uma argumentação capaz de definir e distinguir claramente os conceitos envolvidos na discussão." Também conhecida como a arte da palavra. "Aristóteles considerava Zenão de Eleia (aprox. 490-430 a.C.) o fundador da dialética. Outros consideraram Sócrates (469-399 a.C)".
No período medieval, o estudo da dialética (ou lógica) era obrigatório e parte integrante do Trivium que, junto com o Quadrivium, compunha a metodologia de ensino das sete Artes liberais. Um dos métodos dialéticos mais conhecidos é o desenvolvido pelo filósofo alemão Georg Wilhelm Friedrich Hegel (1770-1831).
Entretanto, até hoje, não foi definido quem teria sido o fundador da dialética: alguns acreditam que tenha sido Sócrates, e outros, assim como Aristóteles, acreditam que tenha sido Zenão de Eleia. Na Grécia Antiga, a dialética era considerada a arte de argumentar no diálogo. Atualmente é considerada como o modo de pensarmos as contradições da realidade, o modo de compreendermos a realidade como essencialmente contraditória e em permanente transformação.
Desde a Grécia Antiga, a dialética sempre encontrou quem fosse contra, como Parmênides, mesmo vivendo na mesma época do mais radical pensador dialético: Heráclito. Para compreensão do tema, o autor passa por vários itens, começando pelo trabalho.
Heráclito foi o pensador dialético mais radical da Grécia Antiga. Para ele, os seres não têm estabilidade alguma, estão em constante movimento, modificando-se. É dele a famosa frase “um homem não toma banho duas vezes no mesmo rio”, porque nem o homem nem o rio serão os mesmos.

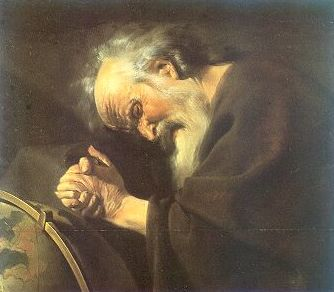
Heráclito, o pensador dialético mais radical da Grécia Antiga.

Porém, na época, os gregos preferiram acreditar na metafísica de Parmênides, a qual pregava que a essência do ser é imutável, e as mudanças só acontecem na superfície. Esse pensamento prevaleceu.
Depois de um século, Aristóteles reintroduziu a dialética, sendo responsável, em boa parte, pela sua sobrevivência. Ele estudou muito sobre o conceito de movimento, que seriam potencialidades, atualizando-se. Graças a isso, os filósofos não deixaram de estudar o lado dinâmico e mutável do real. Com a chegada do feudalismo, a dialética perdeu forças novamente, reaparecendo, no Renascimento e no Iluminismo. A dialética hegeliana é idealista, aborda o movimento do espírito.

## Materialismo dialético
O materialismo dialético é um método de análise da realidade, que vai do concreto ao abstrato e que oferece um papel fundamental para o processo de abstração. Em sua obra inacabada Dialética da Natureza, Friedrich Engels retoma alguns elementos de Hegel, procurando dar um panorama da ciências naturais com base nas leis da dialética. Todavia, outros pensadores criticaram ferrenhamente esta posição, qualificando-a de não marxista. Assim, instaurou-se uma polêmica em torno da dialética.

## Dialética e trabalho
Com o trabalho, surge a oportunidade de o ser humano atuar em contraposição à natureza. O homem faz parte da natureza, mas, com o trabalho, ele vai além. Para Hegel, o trabalho é o conceito chave para compreensão da superação da dialética, atribuindo o verbo suspender (com três significados): negação de uma determinada realidade, conservação de algo essencial dessa realidade e elevação a um nível superior.[carece de fontes?]
Na ordem, a segunda contradição é justamente essa alienação. O trabalho é a atividade na qual o homem domina as forças naturais, cria a si mesmo e torna-se seu próprio algoz, segundo a visão marxista. Tudo isso devido à divisão do trabalho, e à propriedade privada.[carece de fontes?]

## Dialética e totalidade

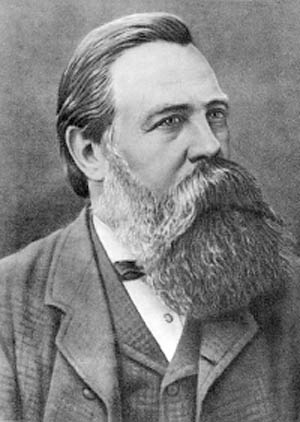
Engels defendia o caráter materialista da dialética.

A visão total é necessária para enxergar, e encaminhar uma solução a um problema. Hegel dizia que a verdade é o todo. Que se não enxergamos o todo, podemos atribuir valores exagerados a verdades limitadas, prejudicando a compreensão de uma verdade geral. Essa visão é sempre provisória, nunca alcança uma etapa definitiva e acabada, caso contrário, a dialética estaria negando a si própria.
Logo, é fundamental enxergar o todo. Todavia, nunca temos certeza de que estamos trabalhando com a totalidade correta, não obstante a teoria forneça indicações: a teoria dialética alerta nossa atenção para as sínteses, identificando as contradições concretas e as mediações específicas que constituem o "tecido" de cada totalidade, sendo que a contradição é reconhecida pela dialética como o princípio básico do movimento pelo qual os seres existem.
Na dialética, fala-se, também, na volatilidade dos conceitos. Isso porque a realidade sempre está assumindo novas formas e, assim, o conhecimento (conceitos) precisa se moldar constantemente.
Junto com Karl Marx e Engels, sempre defendeu o caráter materialista da dialética. Ele resumiu a dialética em três leis. A primeira lei é sobre a passagem da quantidade à qualidade, mas que varia no ritmo/período. A segunda é a lei da interpenetração dos contrários, ou seja, a ideia de que tudo tem a ver com tudo, que os lados que se opõem são, na verdade, uma unidade, na qual um dos lados prevalece. A terceira lei é a negação da negação, na qual a negação e a afirmação são superadas. Porém, essas leis devem ser usadas com precaução, pois a dialética não se deixa reduzir a três leis apenas.
Após a morte de Marx, Lênin foi um dos revolucionários que lutaram contra a deformação da concepção marxista da história. A partir dos estudos da obra de Hegel, Lênin aplicou os conhecimentos na prática, como na estratégia que liderou a tomada do poder na Rússia, a visão historicista da sociedade, movida por lutas de classe segundo Marx acabariam na mão de Lenin por levar a Rússia a revolução bonchevique.
Com a morte de Lênin, vem uma tendência antidialética com Stálin, que desprezava a teoria. O que não o afasta das teorias centrais marxistas porém ele chegou a "corrigir" as três leis de Engels, traçando, por cima, quatro itens fundamentais para ele: conexão universal e interdependência dos fenômenos; movimento, transformação e desenvolvimento; passagem de um estado qualitativo a outro; e luta dos contrários como fonte interna do desenvolvimento.[carece de fontes?]
O método dialético nos incita a revermos o passado à luz do que está acontecendo no presente, questionando-o em nome do futuro, o que está sendo em nome do que “ainda não é”. É, por isso, que o argentino Carlos Astrada define a dialética como “semente de dragões”, a qual alimenta dragões que talvez causem tumulto, mas não uma baderna inconsequente.[carece de fontes?]